# Arlene Foster
Arlene Isabel Foster, född 3 juli 1970 i Enniskillen, Nordirland, är en nordirländsk politiker och partiledare för Democratic Unionist Party sedan december 2015.
Hon var miljöminister mellan 2007 och 2009. Mellan 2016 och 2017 var hon First Minister i Nordirland tillsammans med Martin McGuinness.
I juni 2017 ingick hon och partiet ett avtal med Theresa Mays Tories om parlamentariskt samarbete.